# Cynthia McLeod
Pour les articles homonymes, voir McLeod.
Cynthia McLeod, née le 4 octobre 1936 à Paramaribo, est une écrivaine surinamiene.

## Biographie
McLeod est née à Paramaribo. Nom de jeune fille était Cynthia Ferrier; et était la fille de Johan Ferrier, le premier président de Suriname.
Elle a terminé ses études secondaires au Suriname et a poursuivi ses études au collège dans les Pays-Bas, où elle a étudié pour le professeur de garde d'enfants et de l'éducation. Elle a épousé le Dr. Donald McLeod qu'elle connaît aux Pays-Bas. En 1962, retour au Suriname, où McLeod a étudié l'enseignement de la langue néerlandaise et de la littérature néerlandaise. De 1969 à 1978, elle a enseigné Néerlandais Langue et littérature dans les cours pré-universitaires à Paramaribo. En 1978, son mari, Donald McLeod, a été nommé ambassadeur au Suriname et Venezuela. Plus tard, il a été ambassadeur au Suriname en Belgique et aux États-Unis. En dehors de Cynthia McLeod a commencé à écrire, et surtout lors de son séjour en Belgique a eu l'occasion d'effectuer des recherches dans les archives de La Haye, Amsterdam, Rotterdam, Emmerich et Cologne.
En 1986, McLeod est revenu au Suriname et en 1987, son premier roman duur Hoe duur was de Suiker? ( "Combien coûte était du sucre?"). Plus tard, elle a écrit d'autres romans historiques.
Pour écrire The Free Negress Elisabeth (2005), McLeod a passé des longues années à faire des recherches surtout en Europe sur la vie d'Elisabeth Samson, une femme noire libre du XVIIIe siècle ai Suriname. Connue par son improbable histoire, Elisabeth Samson était la première femme noire millionnaire du pays. McLeod a trouvé des documents qui contredisaient l’histoire officielle. Elisabeth Samson est née libre et, déjà riche, a écrit une lettre aux autorités hollandaises  pour demander la permission pour se marier avec un blanc dans une époque où le mariage inter racial était interdit par loi.

## Œuvres
Romans historiques
- Hoe duur was de suiker (1987),  (ISBN 90-5429-056-0)
- Vaarwel Merodia (1993),  (ISBN 99914-0-047-8)
- Ma Rochelle Passée Welkom El Dorado (1996),  (ISBN 90-5429-053-6)
- Tweemaal Mariënburg (1997),  (ISBN 90-5429-087-0)
- Herinneringen aan Mariënburg (1998),  (ISBN 99914-0-055-9)
- De vrije negerin Elisabeth (2000),  (ISBN 90-5429-078-1)
- The Free Negress Elisabeth (2005),  (ISBN 99914-712-0-0)
- ... die revolutie niet begrepen!... (2005),  (ISBN 90-5429-201-6)
- Tutuba. Het meisje van het slavenschip Leusden (2013),  (ISBN 978 90-5429-357-6)
- Zenobia – Slavin op het paleis (2015),  (ISBN 90-5429-399-3)

études
- Elisabeth Samson; een vrije zwarte vrouw in het achttiende-eeuwse Suriname (1993/1996),  (ISBN 90-5429-0544)
- Slavernij en de Memorie (2002),  (ISBN 90-5429-159-1)
- Kriskras door Frimangron (2003),  (ISBN 90-6832-537-X)
- Paramaribo. Stad van harmonische tegenstellingen (2007),  (ISBN 978-90-5429-237-1)

Des livres et de la musique pour enfants
- Lafu (1992)
- Toen het vakantie was (1999),  (ISBN 99914-8702-6)
- De kinderen van de Burenstraat (1997)
- Het Grote Regenwoud (2003)